# Until It Sleeps
«Until It Sleeps» és el tretzè senzill de la banda estatunidenca Metallica, el primer extret de l'àlbum d'estudi, Load, llançat el 21 de maig de 1996. Com en tots els temes de l'àlbum, la cançó està més orientada al rock alternatiu i al blues que al so tan dur dels treballs anteriors. Va esdevenir la cançó més popular de la banda en les llistes estatunidenques, arribant en al desè lloc de la llista principal.
La versió preliminar de la cançó es coneixia amb el nom de "F.O.B.D." en honor del «Fell on Black Days» de Soundgarden, ja que utilitza la mateixa mètrica i té certes similituds musicals a aquesta cançó. Algunes versions del senzill de la cançó original pot trobar-se amb aquest nom. La lletra tracta sobre el càncer i com aquesta malaltia va matar la mare de Hetfield. Els seus pares eren membres de la Ciència Cristiana, i no creien en tractaments mèdics, ja que consideraven que això formava part de la voluntat de Déu.
Va ser inclosa posteriorment en l'àlbum S&M en una versió interpretada conjuntament amb la San Francisco Orchestra.
El videoclip fou dirigit per Samuel Bayer. Va ser rodat en diverses localitzacions de Los Angeles a principis de maig de 1996. Representa de forma surrealista el patiment humà amb imatges inspirades bàsicament en l'obra pictòrica de Hieronymus Bosch, ja que hi apareixen criatures i personatges de El jardí de les delícies, El carro de fenc i Ecce Homo. El videoclip fou guardonat amb el premi MTV Video Music Award al millor videoclip de rock (1996).

## Llista de cançons
| 1. | «Until It Sleeps» | 4:36 |
| 2. | «Overkill»        | 4:08 |

| 1. | «Until It Sleeps»                                | 4:36 |
| 2. | «2 X 4» (directe - Escape from the studio '95)   | 6:06 |
| 3. | «F.O.B.D.» (versió primitiva de Until It Sleeps) | 4:56 |

| 1. | «Until It Sleeps»                                         | 4:36  |
| 2. | «Kill/Ride Medley» (directe - Escape from the studio '95) | 10:19 |
| 3. | «Until It Sleeps» (Herman Melville Mix)                   | 4:20  |

| 1. | «Until It Sleeps»                                         | 4:36  |
| 2. | «Until It Sleeps» (Herman Melville Mix)                   | 4:20  |
| 3. | «Kill/Ride Medley» (directe - Escape from the studio '95) | 10:19 |
| 4. | «2 X 4» (directe - Escape from the studio '95)            | 6:06  |
| 5. | «Overkill» (directe)                                      | 4:11  |
| 6. | «F.O.B.D.» (versió primitiva de Until It Sleeps)          | 4:56  |